# Lijst van Georgische hoofdwegen
Deze lijst van Georgische hoofdwegen toont een overzicht van de Georgische "wegen van internationaal belang" (S) en de "wegen van nationaal belang" (Sh), de belangrijkste twee klassen wegen in het land. De wegen van international en nationaal belang worden beheerd door het wegendepartement van het Ministerie van Regionale Ontwikkeling en Infrastructuur.

## Wegen van internationaal belang

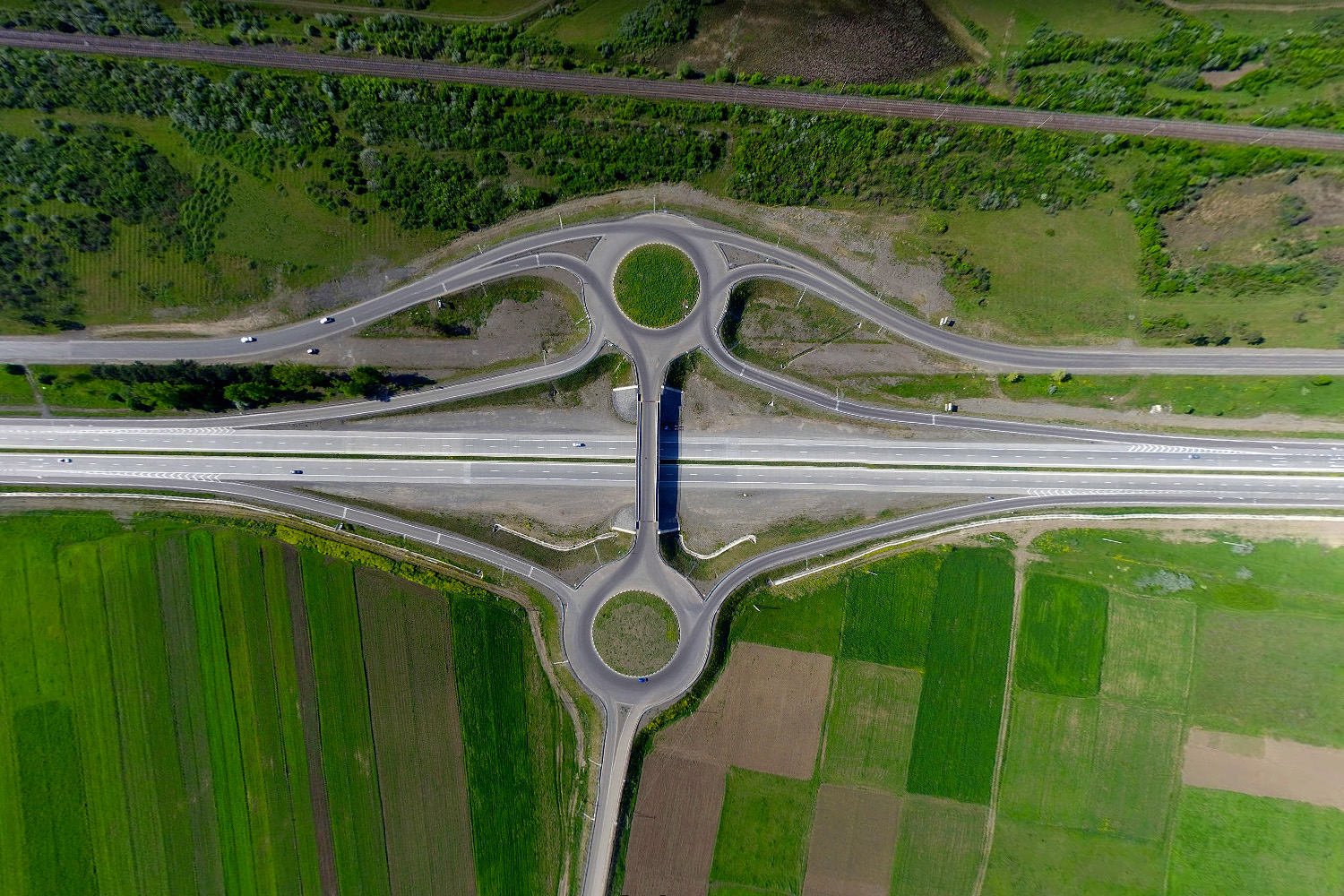
Er is ruim 200 km autosnelweg in Georgië.

De hoogste categorie wegen in Georgië zijn de "wegen van internationaal belang". Deze worden aangeduid met de prefix ს (Georgisch voor S), wat staat voor "საერთაშორისო მნიშვნელობის გზა" (Saertashoriso mnishvnelobis gza, oftewel "weg van internationaal belang"). De bewegwijzering in Georgië is zowel in het Georgisch als Latijns schrift, maar de prefix wordt alleen in het Georgisch weergegeven.
Het netwerk van S-hoofdwegen heeft een totale lengte van ongeveer 1600 kilometer en is voor het merendeel als tweebaansweg uitgevoerd. Ongeveer 200 kilometer van de centrale oost-west S1 is uitgebouwd naar expresweg of autosnelweg. Enkele andere van Tbilisi uitgaande hoofdwegen (S4 en S5) zijn ook over een beperkte lengte uitgebouwd naar meer rijstroken per richting. De S1 en S10 liggen voor een belangrijk deel in de feitelijk afgescheiden en door Rusland bezette gebieden Abchazië en Zuid-Ossetië, waar de Georgische overheid geen gezag over uitoefent. Deze wegdelen zijn niet toegankelijk vanaf Georgische zijde.

De 'wegen van internationaal belang' (ს, S) van Georgië.

De Europese en Aziatische routes in Georgië.

| Nummer | Nummer | Naam                                                         | Lengte    | E-wegen                                | AH-wegen                               |                                        |
| ------ | ------ | ------------------------------------------------------------ | --------- | -------------------------------------- | -------------------------------------- | -------------------------------------- |
|        | S1     | Tbilisi - Senaki - Leselidze (Russische grens)               | 542,7 km  | E60, E117, E97                         | AH5, AH81, AH82                        |                                        |
|        | S2     | Senaki – Poti – Sarpi (Turkse grens)                         | 119,5 km  | E60, E97, E70                          | AH5                                    |                                        |
|        | S3     | Mtscheta - Stepantsminda – Larsi (Russische grens)           | 139,0 km  | E117                                   | AH81                                   |                                        |
|        | S4     | Tbilisi - Rode Brug (Azerbeidzjan)                           | 057,0 km  | E117, E60                              | AH5, AH81                              |                                        |
|        | S5     | Tbilisi - Bakoertsiche - Lagodechi (Azerbeidzjaanse grens)   | 160,0 km  |                                        |                                        |                                        |
|        | S6     | Tbilisi - Marneoeli - Goegoeti (Armeense grens               | 098,0 km  | E001, E117                             | AH81                                   |                                        |
|        | S7     | Marneoeli - Sadachlo (Armeense grens)                        | 034,0 km  | E001                                   | AH81                                   |                                        |
|        | S8     | Chasjoeri - Achaltsiche - Vale (Turkse grens)                | 097,0 km  | E691                                   | AH82                                   |                                        |
|        | S9     | Tbilisi Bypass                                               | 049,0 km  | E60, E117                              | AH5, AH81                              |                                        |
|        | S10    | Gori - Tschinvali - Goepta - Dzjava - Roki (Russische grens) | 092,5 km  |                                        |                                        |                                        |
|        | S11    | Achaltsiche - Ninotsminda (Armeense grens)                   | 112,0 km  | E691                                   | AH82                                   |                                        |
|        | S12    | Samtredia - Lantsjchoeti - Grigoleti                         | 056,2 km  | E692                                   |                                        |                                        |
|        | S13    | Achalkalaki - Kartsachi - (Turkse grens)                     | 036,5 km  |                                        |                                        |                                        |
| Totaal | Totaal | Totaal                                                       | 1593,4 km | Op basis van officiële lijst uit 2022. | Op basis van officiële lijst uit 2022. | Op basis van officiële lijst uit 2022. |

## Wegen van binnenlands belang

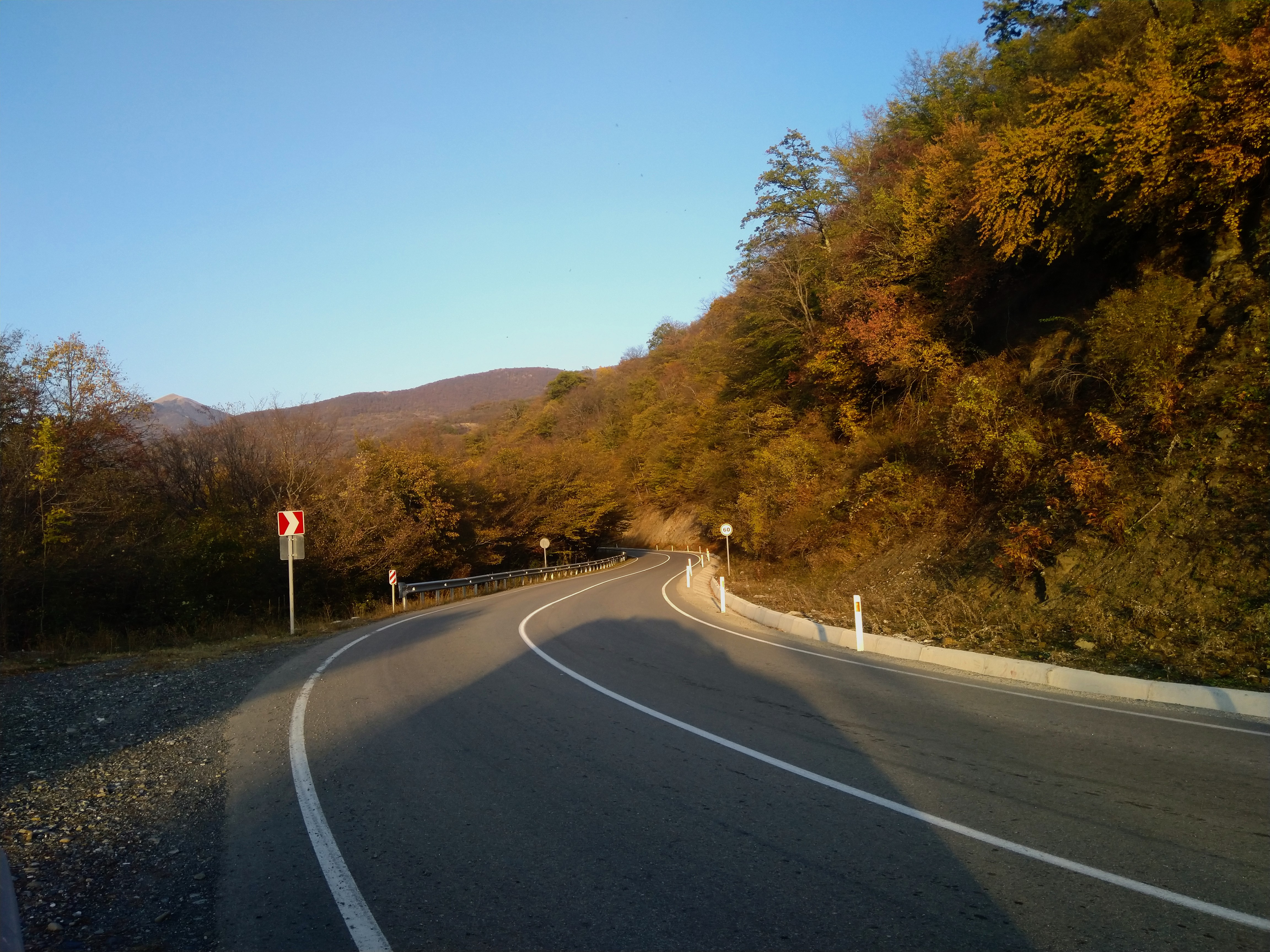
Sh26 bij Zjinvali.

De tweede categorie hoofdwegen in Georgië zijn de "wegen van binnenlands belang" met een totale lengte van 5460 kilometer. Deze worden aangeduid met de prefix შ (Georgisch voor Sh). De შ staat voor "შიდა მნიშვნელობის გზა" (Shida mnishvnelobis gza, oftewel "weg van binnenlands belang"). Het gebruik van de Sh-nummers op de bewegwijzering is niet consistent en wisselt sterk, ook op de belangrijkste Sh-wegen.
Deze wegen verbinden vitale regio's met elkaar en de hoofdstad. Verreweg de meeste van deze routes zijn relatief kort, maar sommigen zijn vrij lang, tot bijna 200 kilometer. De langere Sh-wegen zijn interregionaal van aard, terwijl anderen onderdeel zijn van een intraregionaal netwerk dat toegang biedt tot de S-hoofdwegen, afgelegen bevolkingscentra ontsluit of toegangswegen zijn voor belangrijk cultureel-historisch erfgoed. De Sh-wegen zijn het beste te vergelijken met de N-wegen in Nederland, en zijn zonder uitzondering tweebaans.
De staat van onderhoud varieert van uitstekend tot zeer slecht. Sinds 2006 is er prioriteit gegeven aan de verbetering van de regionale verbindingen, iets dat vanaf 2014 is versneld. De kwaliteit van het regionale wegennet verbetert zo wel met de jaren, maar grote delen blijven in matige, uitermate slechte en/of onverharde staat en lijden onder soms barre klimatologische omstandigheden, vooral in de bergachtige gebieden. De beruchte "weg naar Omalo" (Sh44) naar Nationaal park Toesjeti is daarvan het meest extreme voorbeeld.
De onderstaande tabellen van de Sh-wegen zijn op basis van de officiële lijst uit 2022.

### 1-50

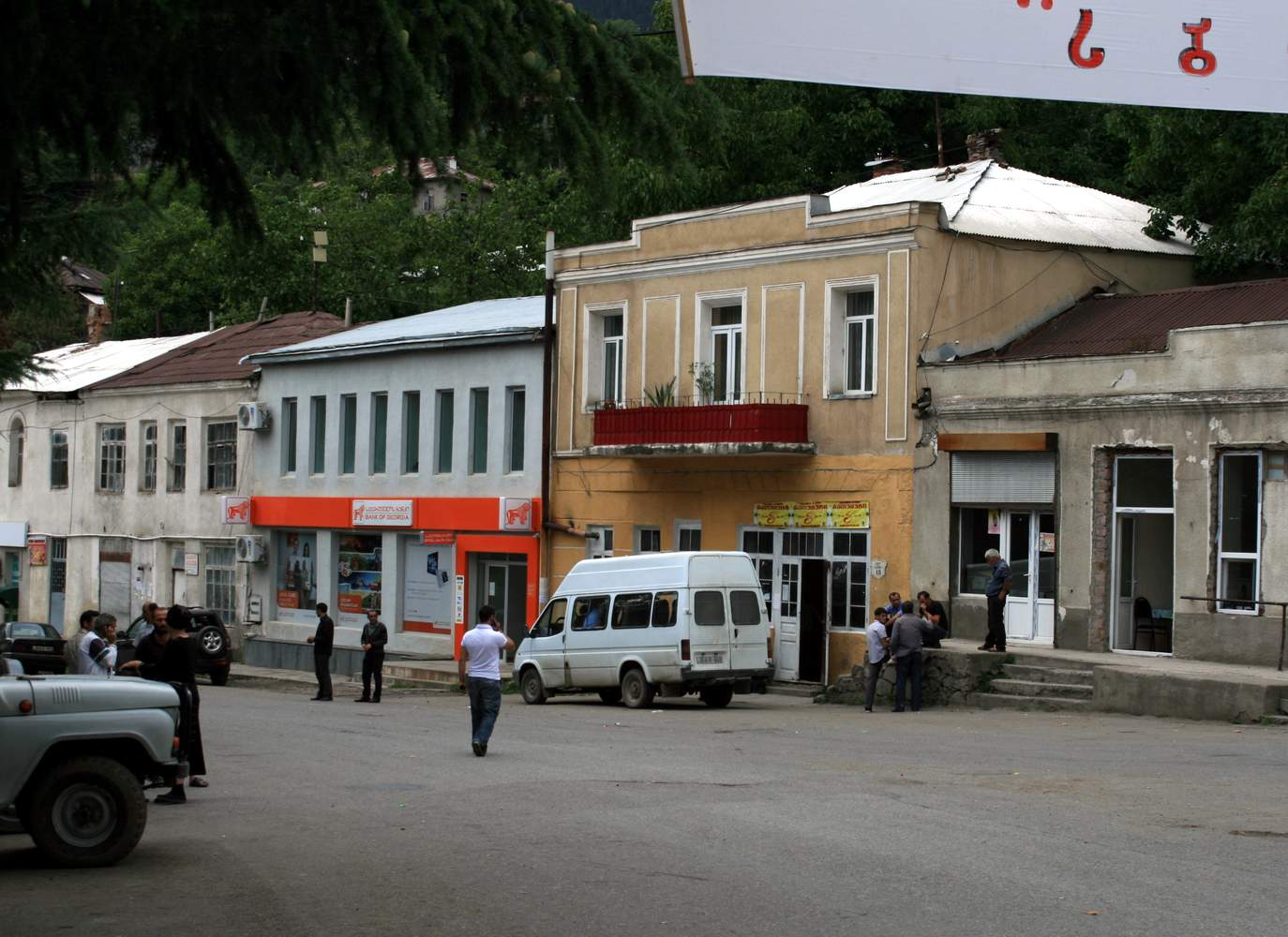
შ 1 route in Choelo

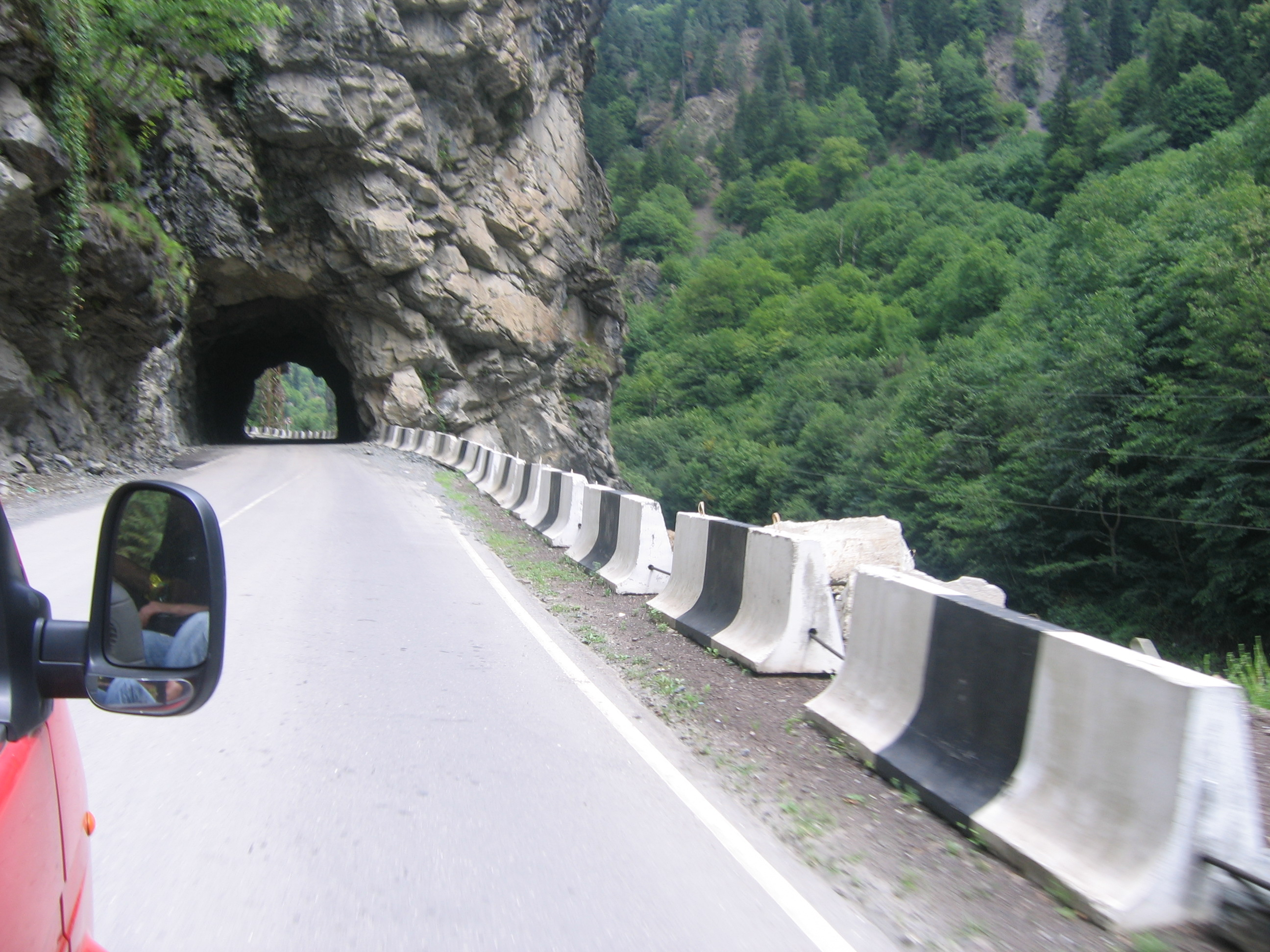
შ 7 route in Svanetië

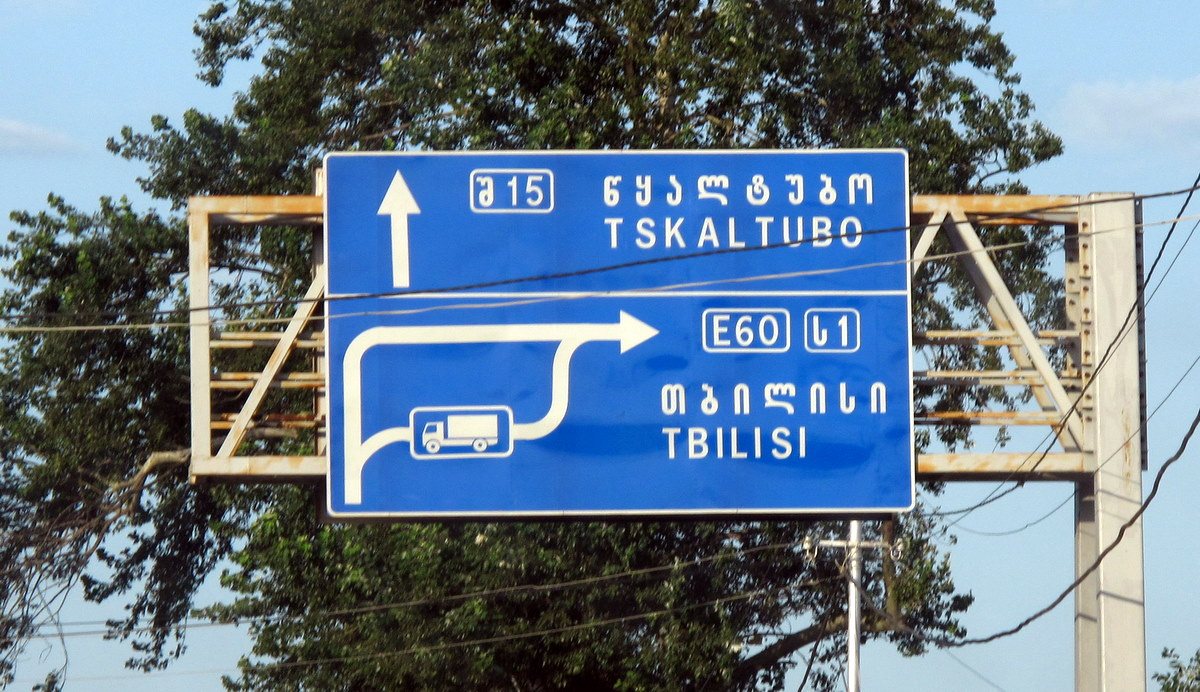
შ 15 bord in Koetaisi

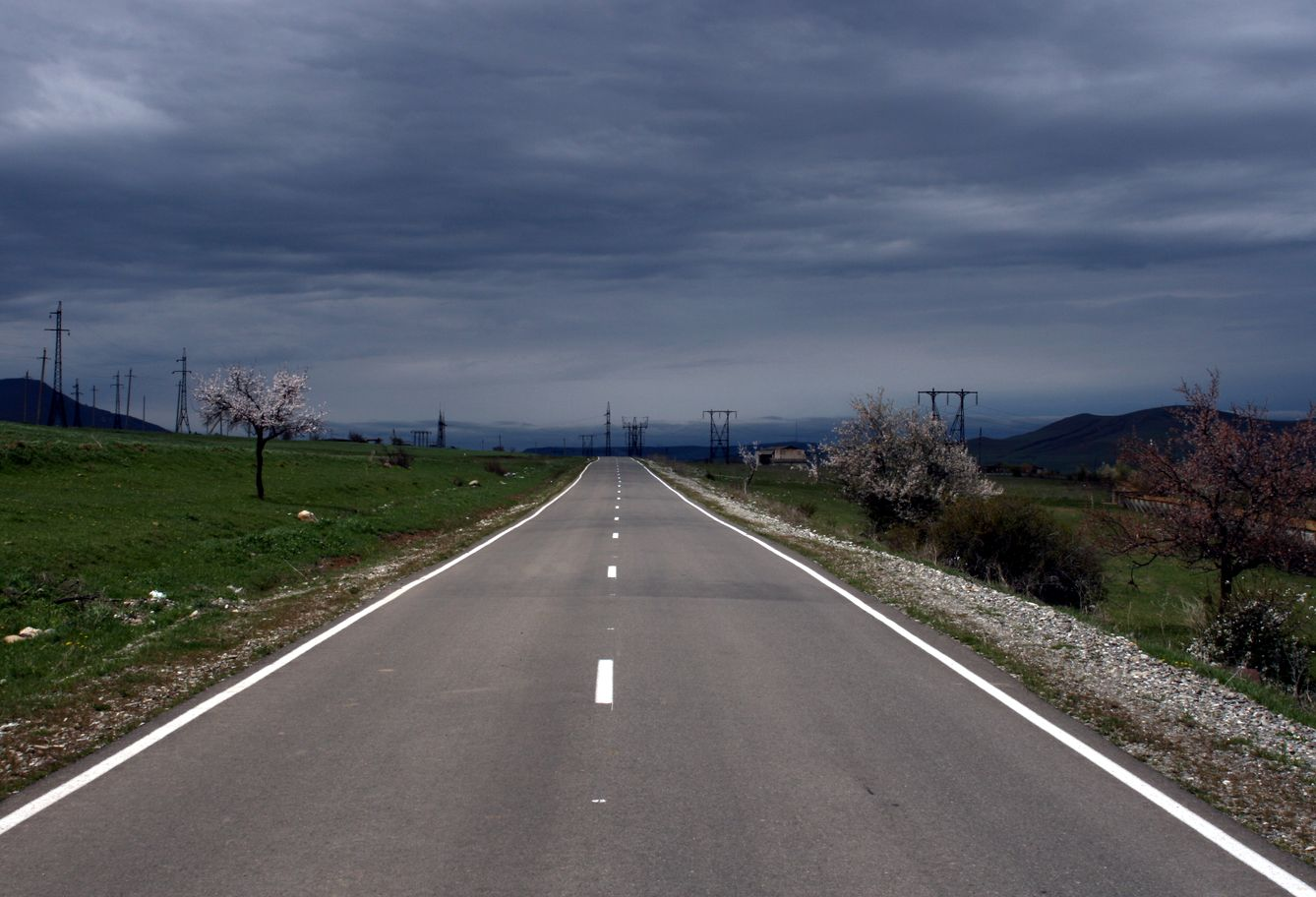
შ 29 route bij Gori

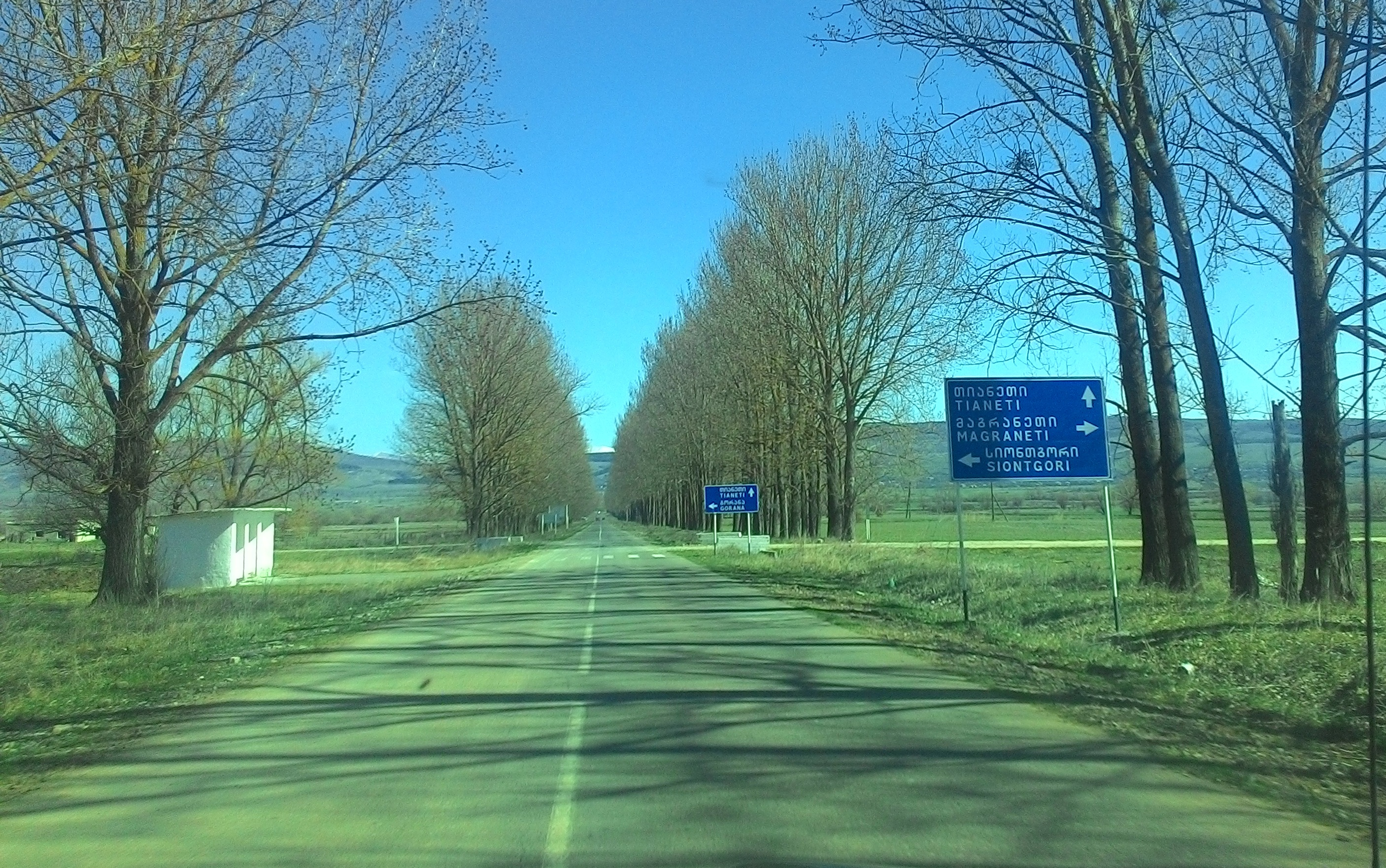
შ 30 route naar Tianeti

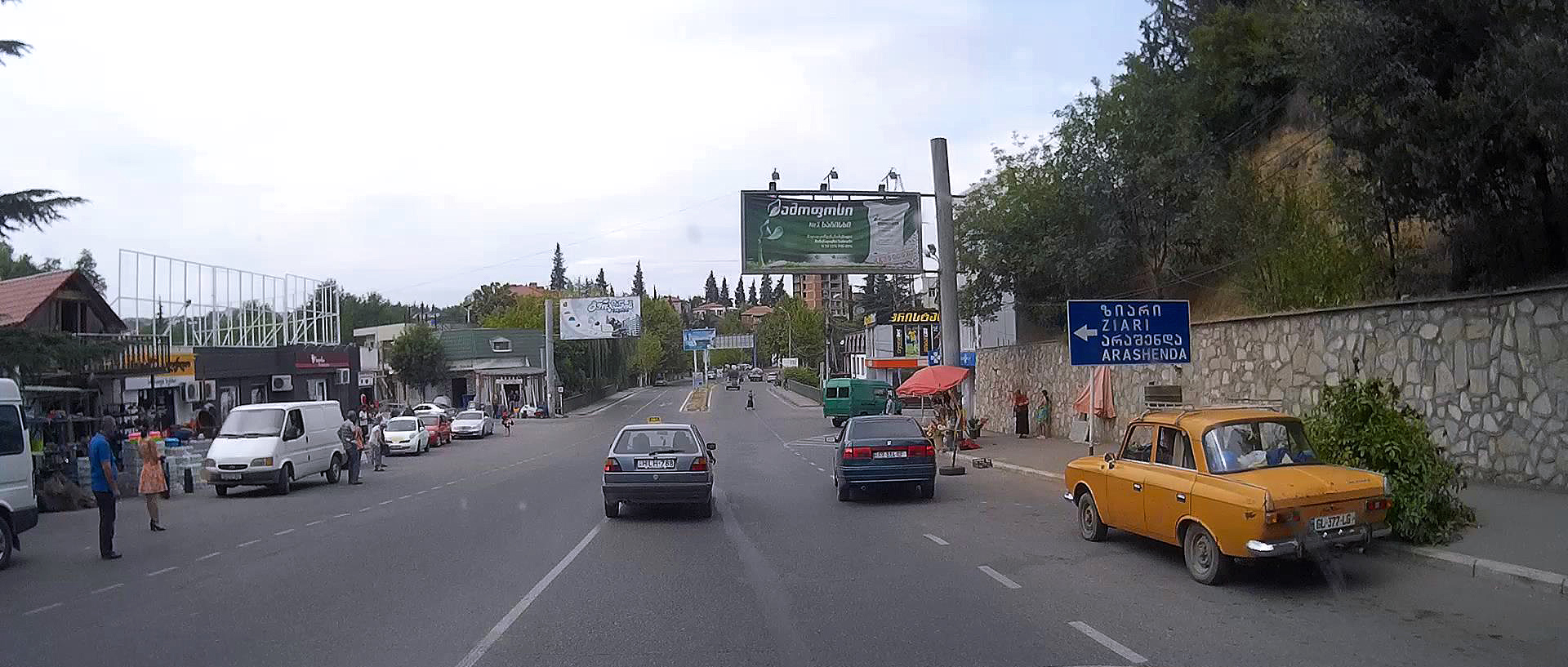
შ 42 door Goedzjani

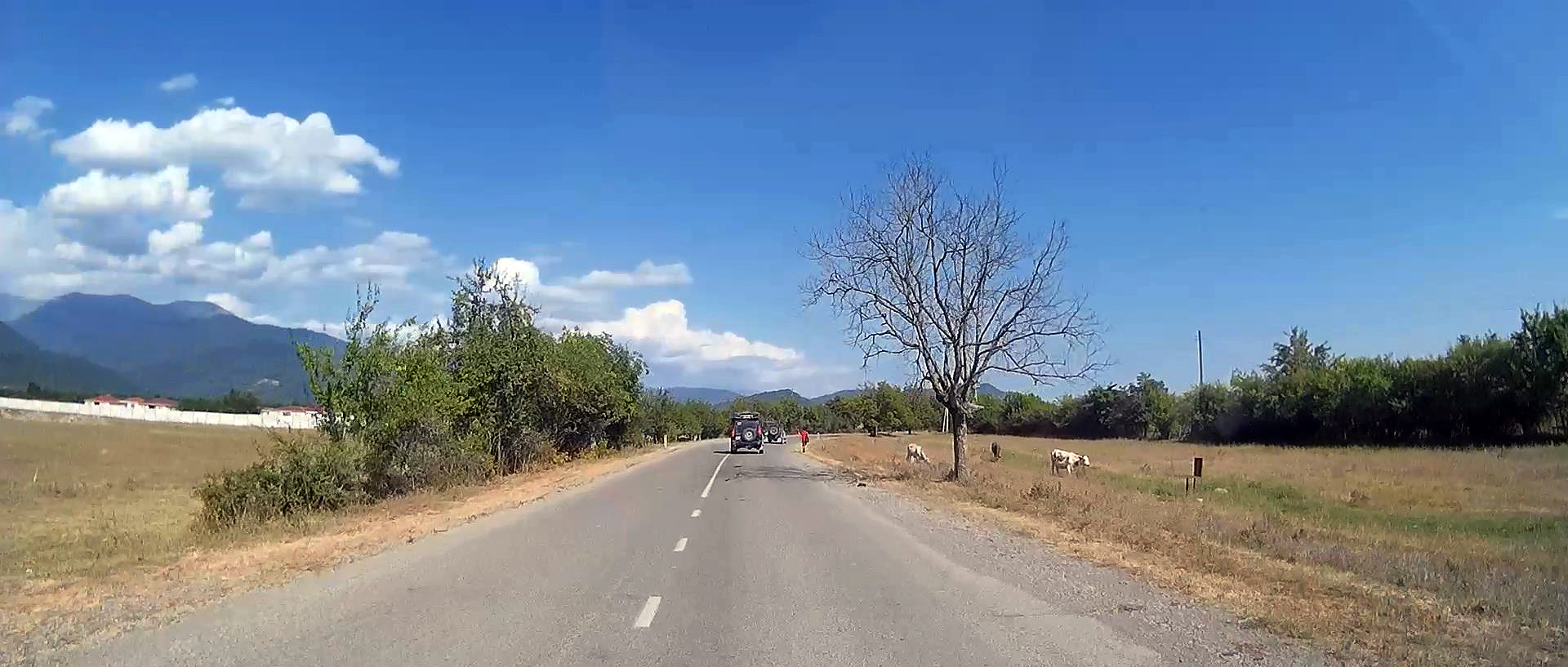
შ 43 Psjaveli naar Napareoeli

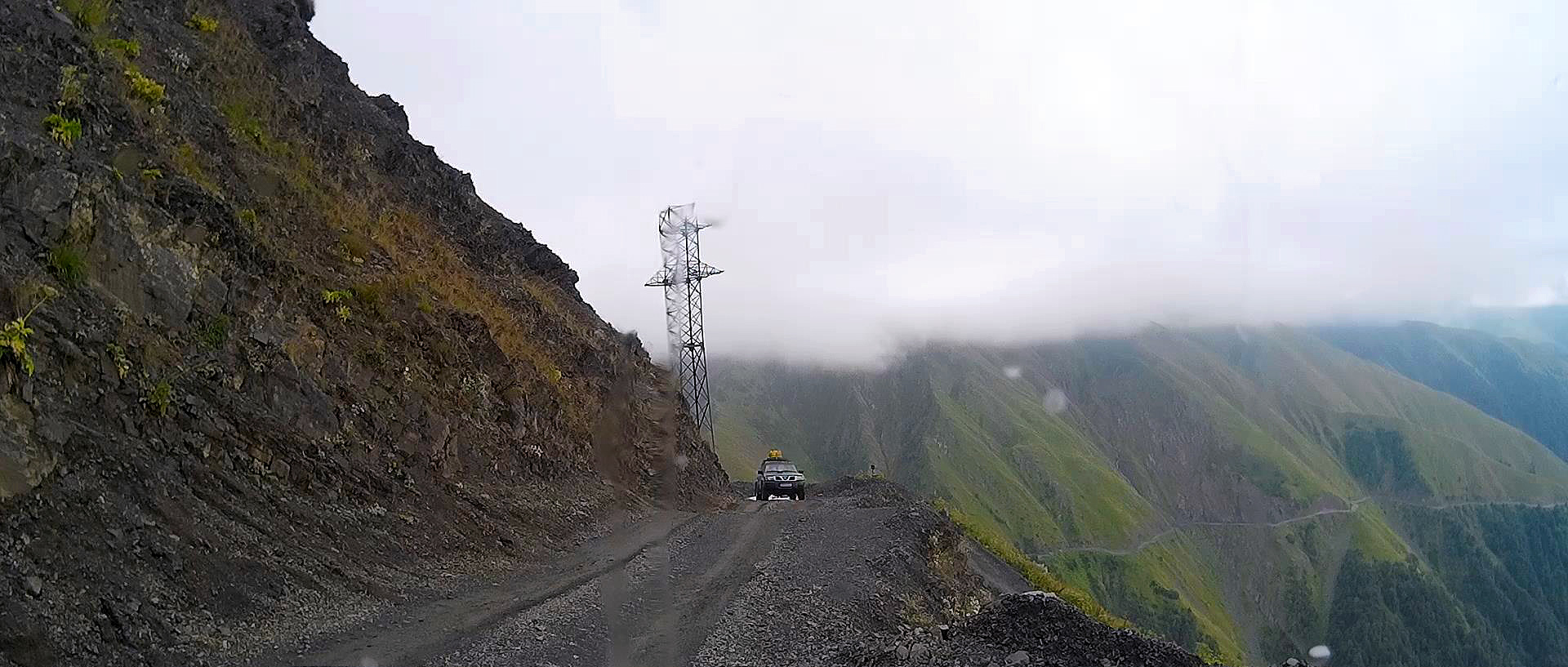
შ 44 weg in NP Toesjeti

| Nummer | Naam (route)                                                      | Lengte   |
| ------ | ----------------------------------------------------------------- | -------- |
| 0შ1    | Batoemi (Angisa) - Achaltsiche                                    | 159 km   |
| 0შ2    | Sadzjavacho - Tsjochataoeri - Ozoergeti - Koboeleti               | 73,4 km  |
| 0შ3    | Abasja - Gaghma Kodori - Guleiskari - Japana                      | 33 km    |
| 0შ4    | Abasja – Martvili                                                 | 34,5 km  |
| 0შ5    | Senaki – Nokalakevi – Bandza – Choni                              | 36,9 km  |
| 0შ6    | Zoegdidi – Tsalendzjicha – Tsjchorotskoe – Senaki                 | 86 km    |
| 0შ7    | Zoegdidi – Dzjvari – Mestia – Lasdili                             | 193 km   |
| 0შ8    | Zoegdidi – Anaklia                                                | 34 km    |
| 0შ9    | Otsjamtsjire – Tkvartsjeli                                        | 27,2 km  |
| 0შ10   | Matsjara – Samchret Tavsjesapari (vm Soechoemse militaire weg)    | 101 km   |
| 0შ11   | Bzipi – Ritsameer – Avadchara                                     | 60 km    |
| 0შ12   | Koetaisi (Autofabriek) – Choni – Samtredia                        | 40 km    |
| 0შ13   | Baghdati – Vani – Dafnari                                         | 47,8 km  |
| 0შ14   | Koetaisi – Baghdati – Abastoemani - Benara                        | 102,2 km |
| 0შ15   | Koetaisi – Tskaltoebo - Tsageri - Lentechi - Lasdili              | 151 km   |
| 0შ16   | Koetaisi – Alpana - Mamisonpas (Russische grens)                  | 161 km   |
| 0შ17   | Koetaisi – Tkiboeli - Ambrolaoeri                                 | 73,5 km  |
| 0შ18   | Alpana – Tsageri                                                  | 22,8 km  |
| 0შ19   | Tsjolaboeribrug – Terdzjola - Tkiboeli                            | 29 km    |
| 0შ20   | Bordzjomi - Bakoeriani - Achalkalaki                              | 82 km    |
| 0შ21   | Achalkalaki Bypass                                                | 2,4 km   |
| 0შ22   | Gomi – Satsjchere - Tsjiatoera - Zestafoni                        | 106 km   |
| 0შ23   | Agara – Kornisi - Tschinvali                                      | 49,6 km  |
| 0შ24   | Gori – Variani - Tschinvali (eindigt feitelijk bij Zemo Nikozi)   | 25,7 km  |
| 0შ25   | Goepta – Oni                                                      | 64,2 km  |
| Nummer | Naam (route)                                                      | Lengte   |
| 0შ26   | Zjinvali - Barisacho - Sjatili                                    | 106 km   |
| 0შ27   | Tianeti - Zaridzeebi - Zjinvali                                   | 21,5 km  |
| 0შ28   | Tsichisdziri - Achalgori - Largvisi                               | 45 km    |
| 0შ29   | Zahesi - Mtscheta - Kavtischevi - Gori - Skra - Kareli - Osiaoeri | 109,5 km |
| 0შ30   | Tbilisi (Gldani) – Tianeti                                        | 60 km    |
| 0შ31   | Koda - Partschisi - Manglisi - Tsalka - Ninotsminda               | 147 km   |
| 0შ32   | Tbilisi (Veli) - Gatsjiani - Roestavi                             | 11 km    |
| 0შ33   | Marneoeli - Tetritskaro - Tsalka                                  | 88,7 km  |
| 0შ34   | Partschisi - Tetritskaro                                          | 6,5 km   |
| 0შ35   | Tetritskaro - Dageti - Topani - Bolnisi                           | 19,0 km  |
| 0შ36   | Tbilisi (Pantiani) – Manglisi                                     | 32 km    |
| 0შ37   | Sadachlo - Tsopi - Achkerpi (Armeense grens, )                    | 26,2 km  |
| 0შ38   | Vaziani - Gombori - Telavi                                        | 65 km    |
| 0შ39   | Tsnori - Dedoplistskaro – Kvemo Kedi                              | 73,0 km  |
| 0შ40   | Tsjalaoebani – Signagi - Anaga                                    | 21,8 km  |
| 0შ41   | Iliatsminda - Bodbe - Gamardzjveba                                | 21,4 km  |
| 0შ42   | Achmeta – Telavi - Bakoertsiche                                   | 73 km    |
| 0შ43   | Tianeti – Achmeta - Kvareli- Ninigori                             | 129,4 km |
| 0შ44   | Psjaveli - Abanopas - Omalo                                       | 72 km    |
| 0შ45   | Ozoergeti - Sjemokmedi - Bzjoezjhesi - Gomismta                   | 32,6 km  |
| 0შ46   | Ozoergeti - Natanebi - Oereki                                     | 22 km    |
| 0შ47   | Sjoechoeti - Atsana - Mamati - Dzimiti                            | 17,5 km  |
| 0შ48   | Tsjaladidi - Chorga - Chobi                                       | 15,4 km  |
| 0შ49   | Bzipi – Pitsoenda                                                 | 12,4 km  |
| 0შ50   | Mioesera toegangsweg                                              | 13,5 km  |

### 51-100

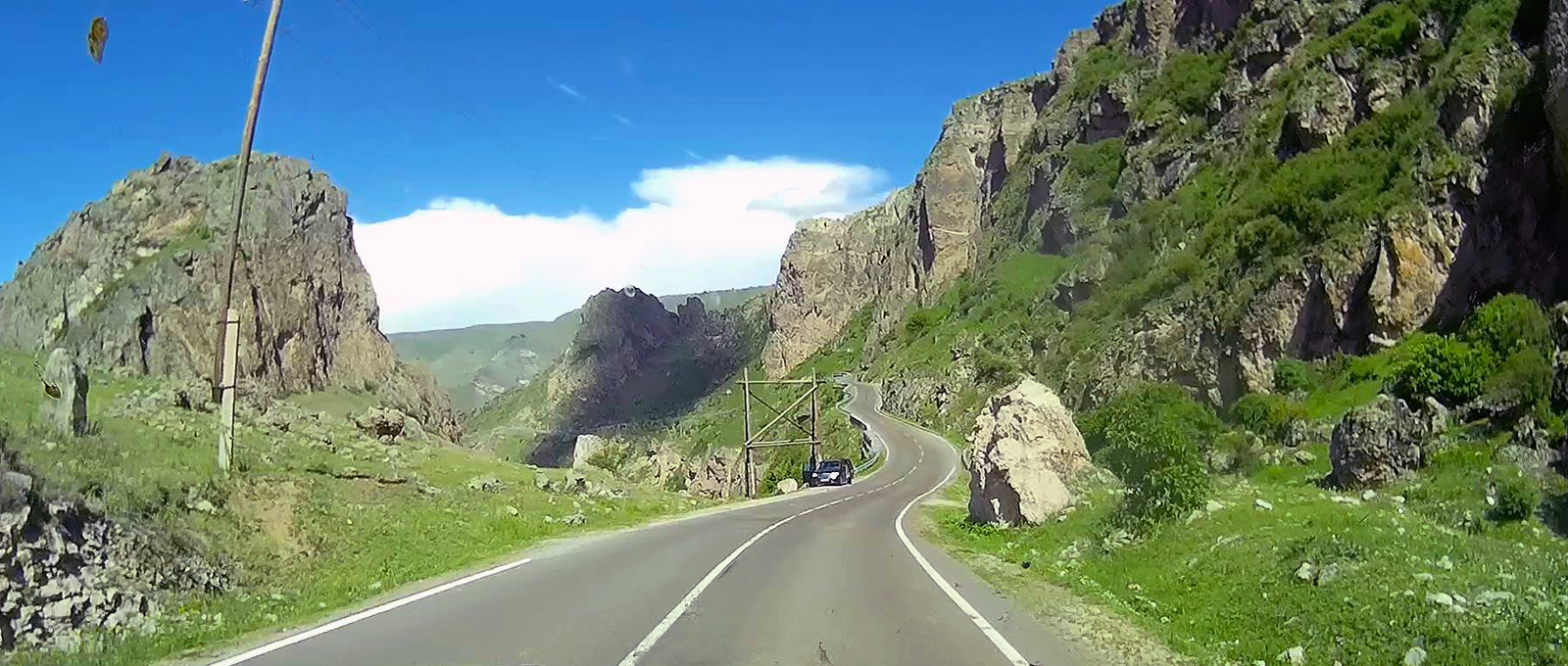
შ 58 Vardzia naar Tmogvi

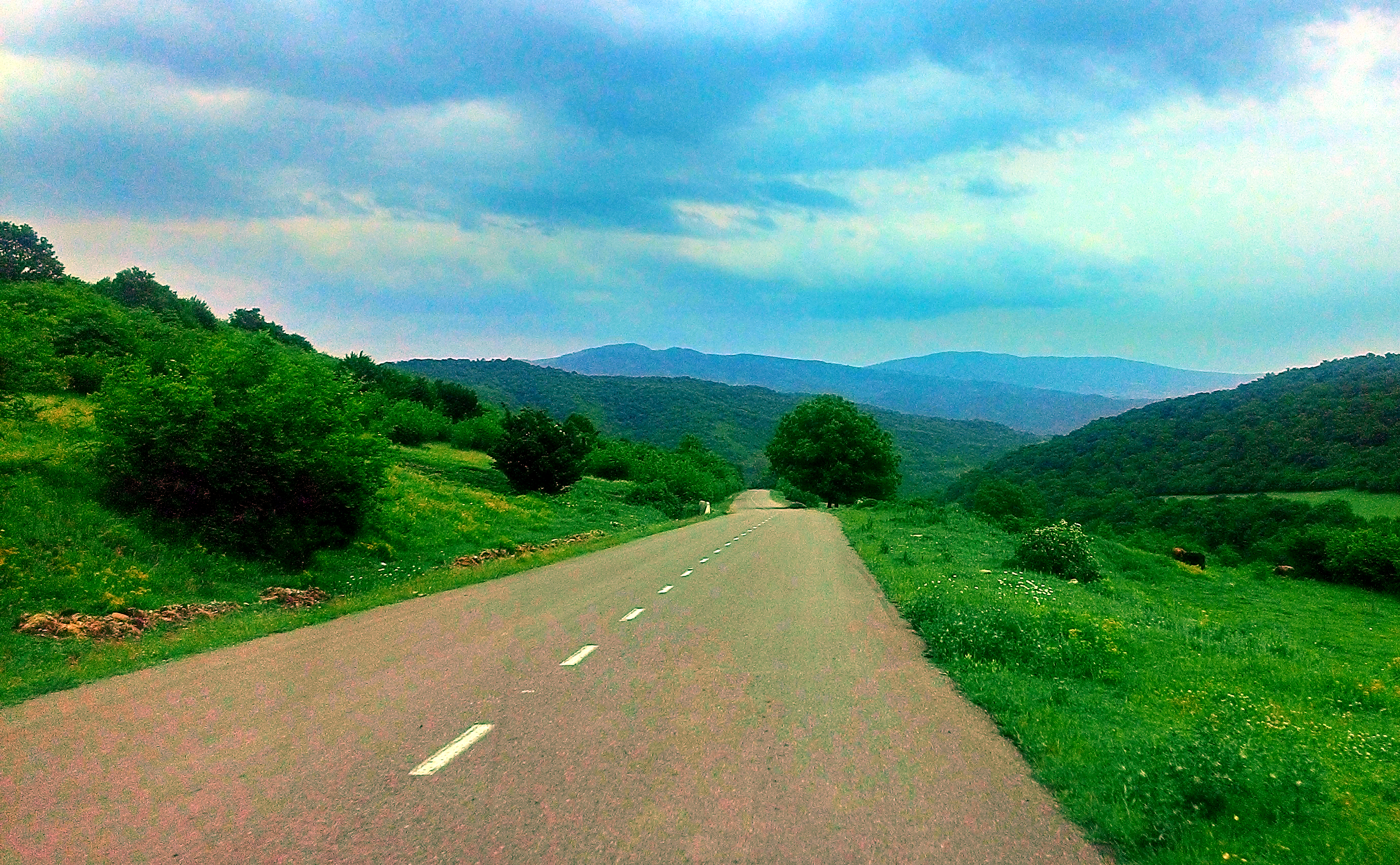
შ 65 bij Bazaletimeer

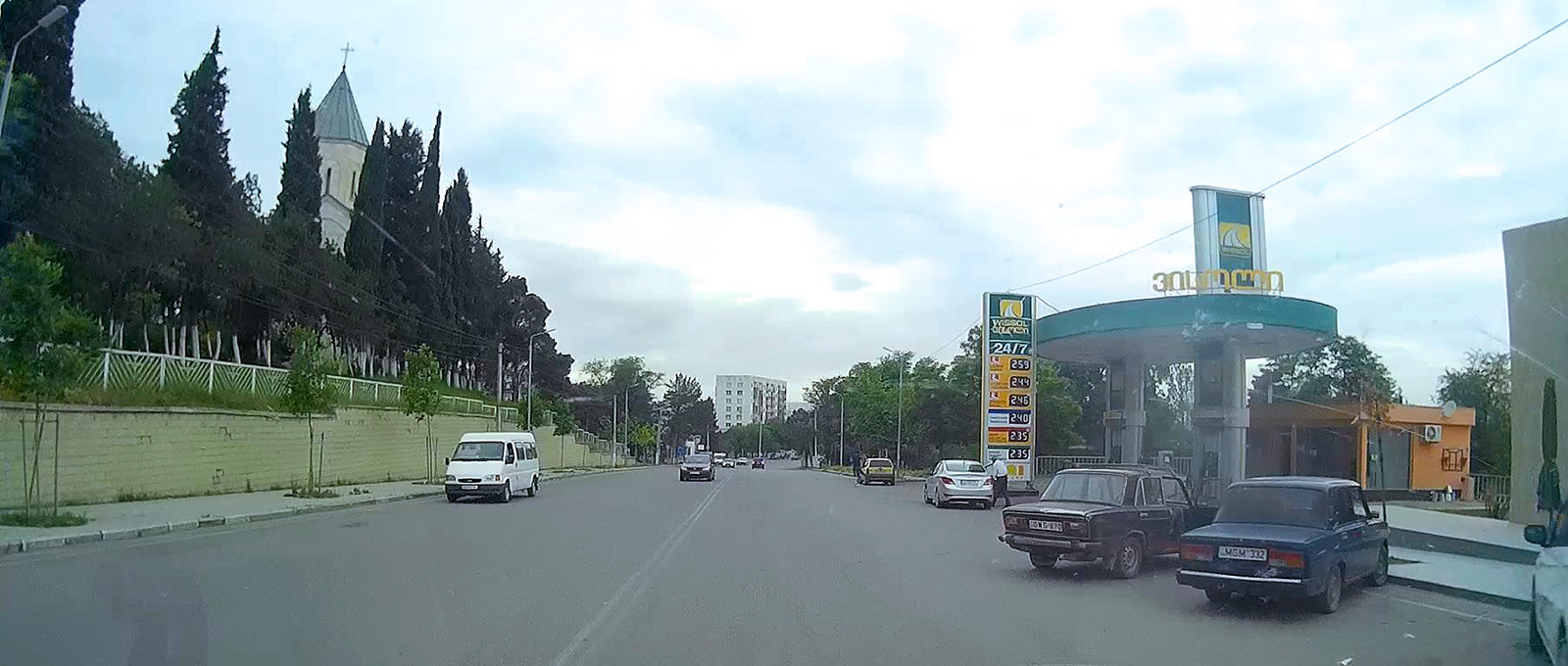
შ 66 door Gardabani

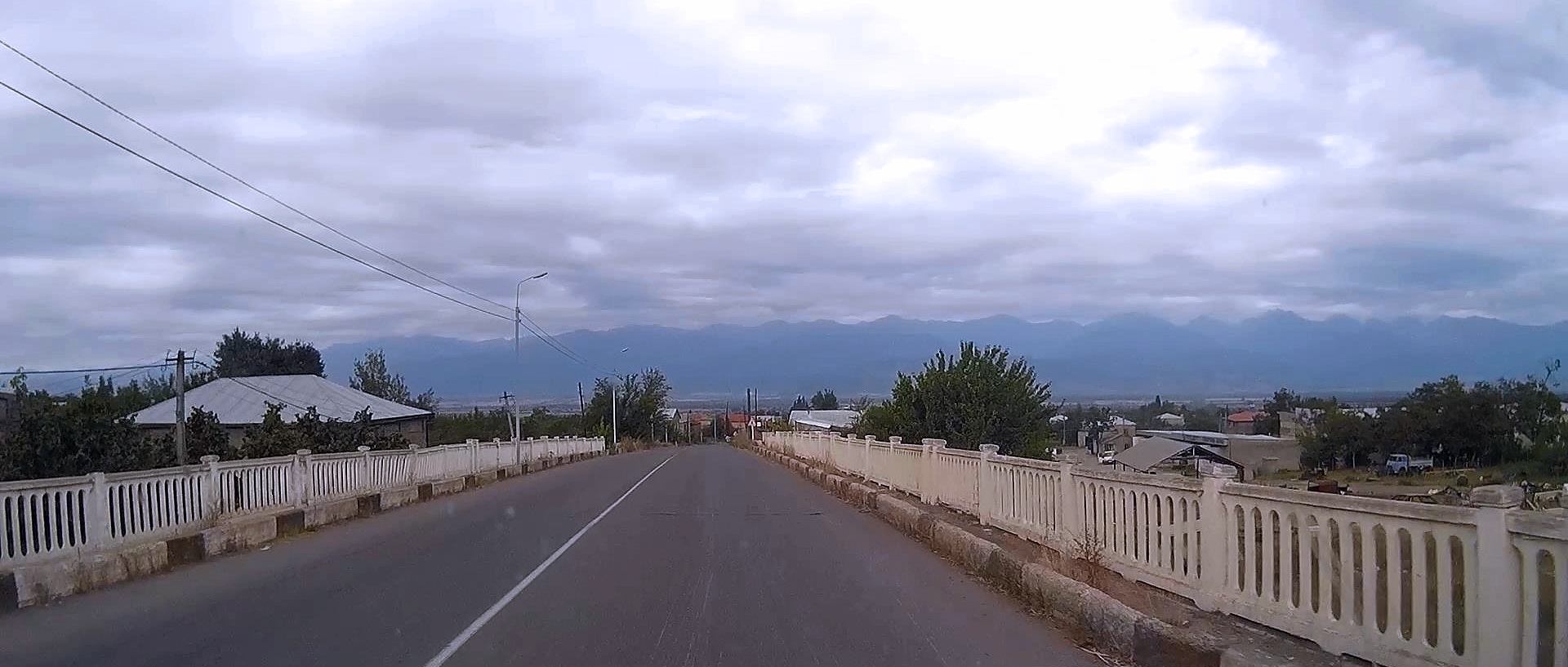
შ 70 door Telavi

| Nummer | Naam (route)                                                            | Lengte  |
| ------ | ----------------------------------------------------------------------- | ------- |
| 0შ51   | Vartsiche - Rochi                                                       | 7,2 km  |
| 0შ52   | Tskaltoebo - Choni                                                      | 15 km   |
| 0შ53   | Choni - Matchodzji - Martvili                                           | 15 km   |
| 0შ54   | Zestafoni - Baghdati                                                    | 18,5 km |
| 0შ55   | Dziroela - Charagaoeli - Moliti - Fona - Tsjoemateleti                  | 51 km   |
| 0შ56   | Rikoti Tunnel Bypass                                                    | 4,3 km  |
| 0შ57   | Abastoemani - Kanobili                                                  | 5 km    |
| 0შ58   | Chertvisi - Vardzia - Mtkvari (Turkse grens)                            | 22,6 km |
| 0შ59   | Toegangsweg Kareli                                                      | 3,3 km  |
| 0შ60   | Toegangsweg Sveneti - Gori                                              | 2,1 km  |
| 0შ61   | Kaspi - Kavtischevi                                                     | 10,8 km |
| 0შ62   | Igoëti - Achmadzji                                                      | 12 km   |
| 0შ63   | Igoëti - Kaspi - Achalkalaki                                            | 20,5 km |
| 0შ64   | Narekvavi - Mtscheta spoorwegstation                                    | 6,2 km  |
| 0შ65   | Bagistsjala - Doesjeti - Aragvispiri                                    | 19,3 km |
| 0შ66   | Roestavi - Gardabani - Vachtangisi (Azerbeidzjaanse grens, Highway R24) | 24,5 km |
| 0შ67   | Gamardzjveba - Roestavi                                                 | 7,1 km  |
| 0შ68   | Didi Dmanisi - Dmanisi - Gomareti - Bediani                             | 70,2 km |
| 0შ69   | Kvareli - Moekoezani                                                    | 17 km   |
| 0შ70   | Telavi - Sjakriani                                                      | 11,4 km |
| 0შ71   | Bakoeriani randweg                                                      | 3 km    |
| 0შ72   | Tirdznisi - Ditsi - Eredvi - Cheiti                                     | 18,8 km |
| 0შ73   | Toegangsweg Poti zeehaven (Via Chobi en Javachisvili straten)           | 4,8 km  |
| 0შ74   | Toegangsweg Motsametaklooster                                           | 1,5 km  |
| 0შ75   | Bakoeriani, toegangsweg Didveli skigebied                               | 2,6 km  |
| Nummer | Naam (route)                                                            | Lengte  |
| 0შ76   | Goderdzipas - Besjoemi                                                  | 10 km   |
| 0შ77   | Salchino - toegangsweg Dadianipaleis                                    | 6,7 km  |
| 0შ78   | Toegangsweg Hatsvali Skigebied                                          | 6 km    |
| 0შ79   | Toegangsweg Prometheusgrot                                              | 2,2 km  |
| 0შ80   | Natanebi - Tsjolokibrug                                                 | 8,1 km  |
| 0შ81   | Tsjochataoeri - Bachmaro                                                | 53 km   |
| 0შ82   | Ozoergeti - Ninosjvili - Lesa                                           | 24,8 km |
| 0შ83   | Tsjochataoeri - Zomleti                                                 | 15 km   |
| 0შ84   | Zoegdidi - Jichasjkari - Tsjchorotskoe                                  | 26 km   |
| 0შ85   | Martvili - Taleri - Tsjchorotskoe                                       | 41 km   |
| 0შ86   | Nokalakevi - Ledzadzame - Didi Tsjkoni                                  | 23,5 km |
| 0შ87   | Chobi - Sadzjidzjao - Lesitsjine                                        | 29,2 km |
| 0შ88   | Zoegdidi - Narazeni - Dzveli Chiboela - Achali Chiboela - Zoebi         | 23,8 km |
| 0შ89   | Tsalendzjicha - Oboedzji - Dzjichasjkari                                | 14,2 km |
| 0შ90   | Dartsjeli - Ganmoechoeri                                                | 12,6 km |
| 0შ91   | Taleri - Lebarde                                                        | 34 km   |
| 0შ92   | Martvili - Martviliklooster                                             | 1,3 km  |
| 0შ93   | Nosiri - Gedzjeti - Nokalakevi                                          | 16,5 km |
| 0შ94   | Tsalendzjicha - Dzjvari - Dzjvarzeni                                    | 13,5 km |
| 0შ95   | Tsalendzjicha - Lia - Pachoelani                                        | 10,5 km |
| 0შ96   | Tsalendzjicha - Tsalendzjicha-kathedraal                                | 1,0 km  |
| 0შ97   | Sjoea Chorga - Koelevi                                                  | 15,4 km |
| 0შ98   | Chobi - Achalsopeli - Spoorweghalte                                     | 10,8 km |
| 0შ99   | Betsjo - Sjichra                                                        | 9,1 km  |
| შ100   | Chaisji - Sakeni - Omarisjara                                           | 58 km   |

### 101-150
| Nummer | Naam (route)                                                | Lengte  |
| ------ | ----------------------------------------------------------- | ------- |
| შ101   | Zestafoni - Kitschi - Charagaoeli                           | 20,8 km |
| შ102   | Roefoti - Alisoebani - Sazano - Toezi - Kvatsiche - Katschi | 28,4 km |
| შ103   | Janeti - Didi Dzjichaisji - Choni                           | 17,1 km |
| შ104   | Koetaisi - Gegoeti - Sakoelia - Basji - Janeti              | 34 km   |
| შ105   | Vani - Soelori                                              | 11,5 km |
| შ106   | Sjoeamta - Tsjkvisji (G. Tabidze's Huismuseum)              | 4,6 km  |
| შ107   | Vani - Gagma Vani (archeologisch centrum)                   | 2 km    |
| შ108   | Koetaisi - Sapisjchia - Tsjognari                           | 4,7 km  |
| შ109   | Tkiboeli - Sotsjcheti - Orpiri                              | 24,2 km |
| შ110   | Toegangsweg Gelatiklooster                                  | 2,6 km  |
| შ111   | Banodzja - Sataplia                                         | 6,1 km  |
| შ112   | Tskaltoebo - Partschanakanevi                               | 11,3 km |
| შ113   | Toegangsweg Giorgi Tsereteli Museum                         | 1,1 km  |
| შ114   | Tsjiatoera - Perevisa - Sveri - Tvaloeeti - Gezroeli        | 32 km   |
| შ115   | Sjoekroeti - Oesachelo - Korbooeli                          | 19,2 km |
| შ116   | Matchodzji – Chidi - Gordi - Kintsjcha                      | 18,6 km |
| შ117   | Satsoeloekidzeo - Achalbediseoeli - Dzedzileti - Gelaveri   | 20 km   |
| შ118   | Gordi - Nogha - Dzedzileti                                  | 5,6 km  |
| შ119   | Tsjrebalo - Nikortsminda                                    | 25,1 km |
| შ120   | Tsesi - Oeravi                                              | 14,3 km |
| შ121   | Saglolo – Tsjiora – Ghebi                                   | 11 km   |
| შ122   | Lentechi – Bavari                                           | 24 km   |
| შ123   | Tsana – Zeskho                                              | 7 km    |
| შ124   | Adigeni – Oede – Arali                                      | 16 km   |
| შ125   | Achaltsiche – Ghreli – Saparaklooster                       | 9 km    |
| Nummer | Naam (route)                                                | Lengte  |
| შ126   | Achalkalaki - Kirovakani - Koemoerdo                        | 10 km   |
| შ127   | Bordzjomi - Bagimeer - Tsemi                                | 12,3 km |
| შ128   | Tsagveri - Kimotesoebani - Kerk                             | 4 km    |
| შ129   | Achalkalaki – Rkoni                                         | 21,9 km |
| შ130   | Sjekvetili Koboeleti - Tsjakvi - Machinjaoeri Tunnel Bypass | 32,6 km |
| შ131   | Tsinarechi - Kvatacheviklooster                             | 9,6 km  |
| შ132   | Metechi - Kvemo Gomi - Johannes de Doper Kerk               | 9,1 km  |
| შ133   | Igoëti - Samtavisi - Samtavisi-kathedraal                   | 4,2 km  |
| შ134   | Kareli – Kintsvisiklooster                                  | 8,9 km  |
| შ135   | Toegangsweg Roeisiklooster                                  | 1 km    |
| შ136   | Toegangsweg Oerbnisiklooster                                | 1,1 km  |
| შ137   | Chidistavi – Ateni - Zemo Bosjoeri                          | 28,4 km |
| შ138   | Gori – Medzjvrischevi                                       | 17 km   |
| შ139   | Toegangsweg Oeplistsiche-complex                            | 6,7 km  |
| შ140   | Tschinvali – Vanati - Zonkari - Atsrischevi                 | 28 km   |
| შ141   | Vanati - Gerikerk                                           | 12 km   |
| შ142   | Sasadilo - Orchevi - Chevsoertsopeli                        | 27 km   |
| შ143   | Doesjeti - Mtsjadidzjvari - Odzisi                          | 17,9 km |
| შ144   | Toegangsweg Zarzmaklooster                                  | 0,8 km  |
| შ145   | Toegangsweg Tsjargali (Vasja Psjavela Huismuseum)           | 3,1 km  |
| შ146   | Stepantsminda – Drievuldigheidskerk van Gergeti             | 5,7 km  |
| შ147   | Atsjchoti - Sno – Achaltsiche - Dzjoeta                     | 20 km   |
| შ148   | Orchevi – Sioni                                             | 3,7 km  |
| შ149   | Tsitsamoeri – Sagoeramo - Tschvaritsjamia                   | 20,8 km |
| შ150   | Mtscheta – Sjiomghvimeklooster                              | 11,4 km |

### 151-200

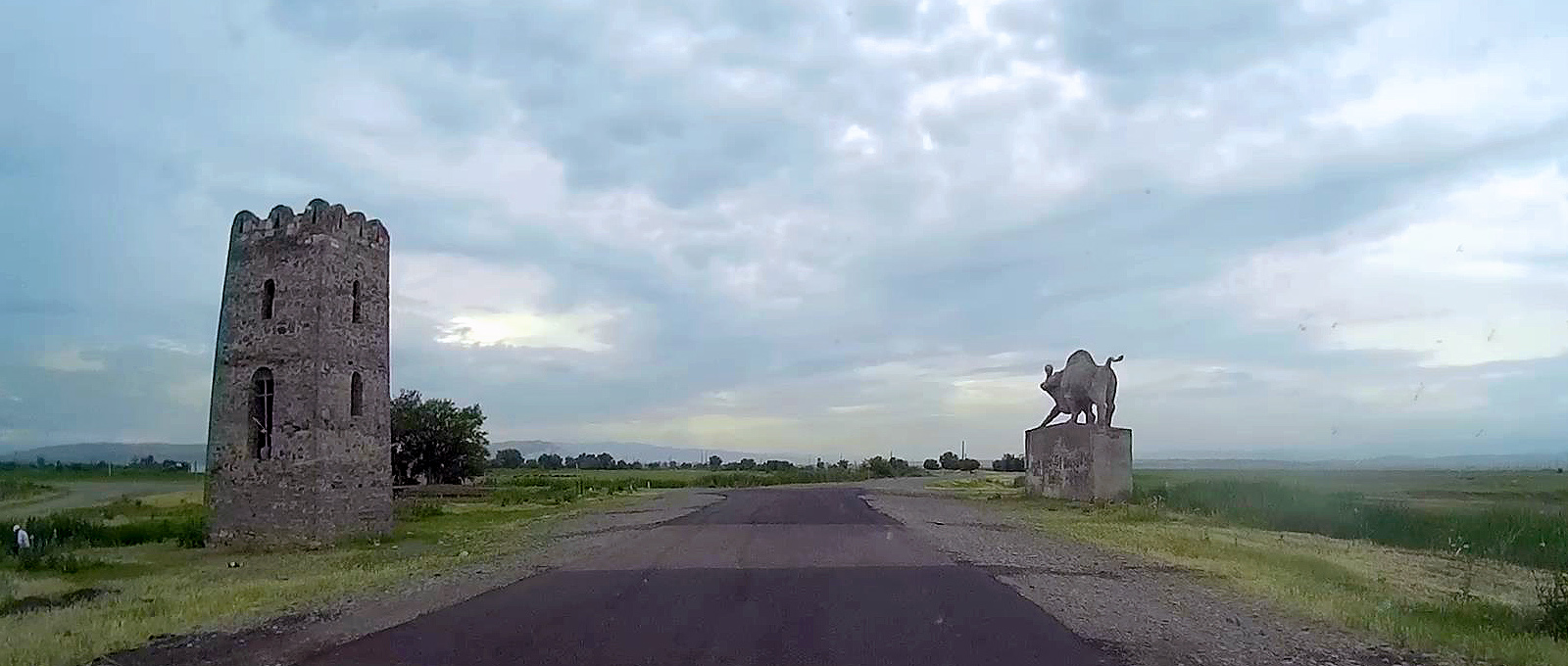
შ 157 naar Roestavi

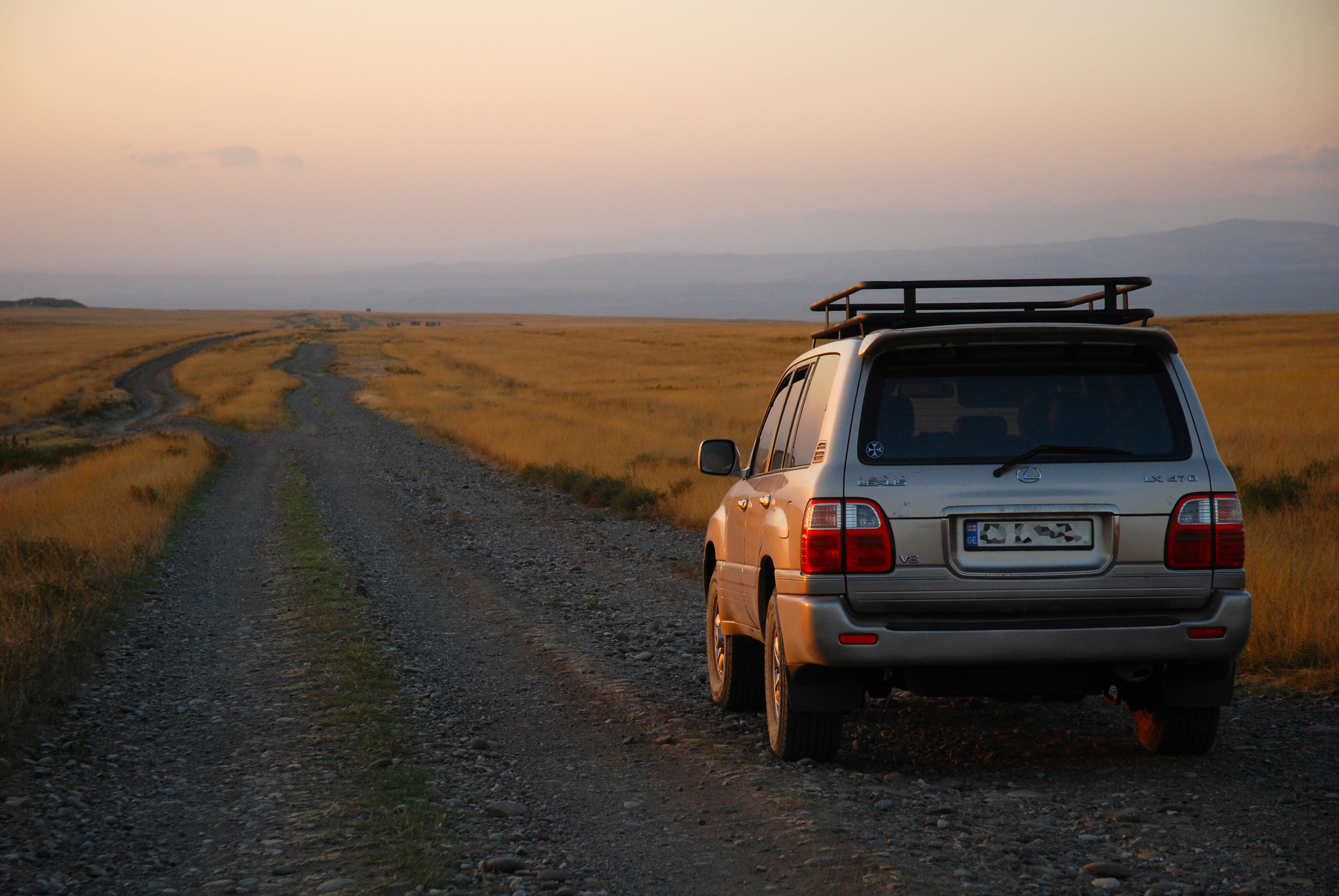
შ 158 bij David Garedzja-klooster

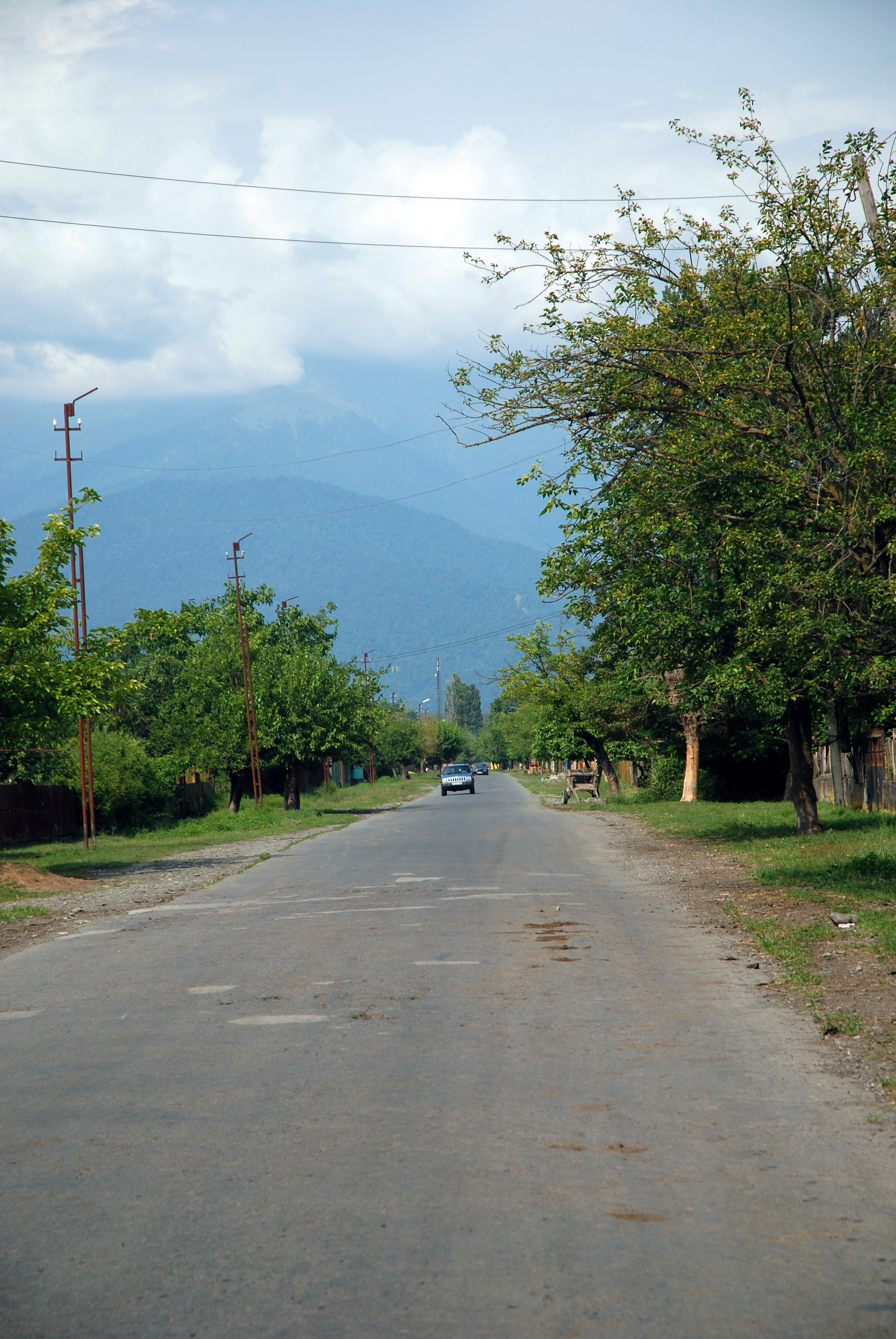
შ 170 in Apeni

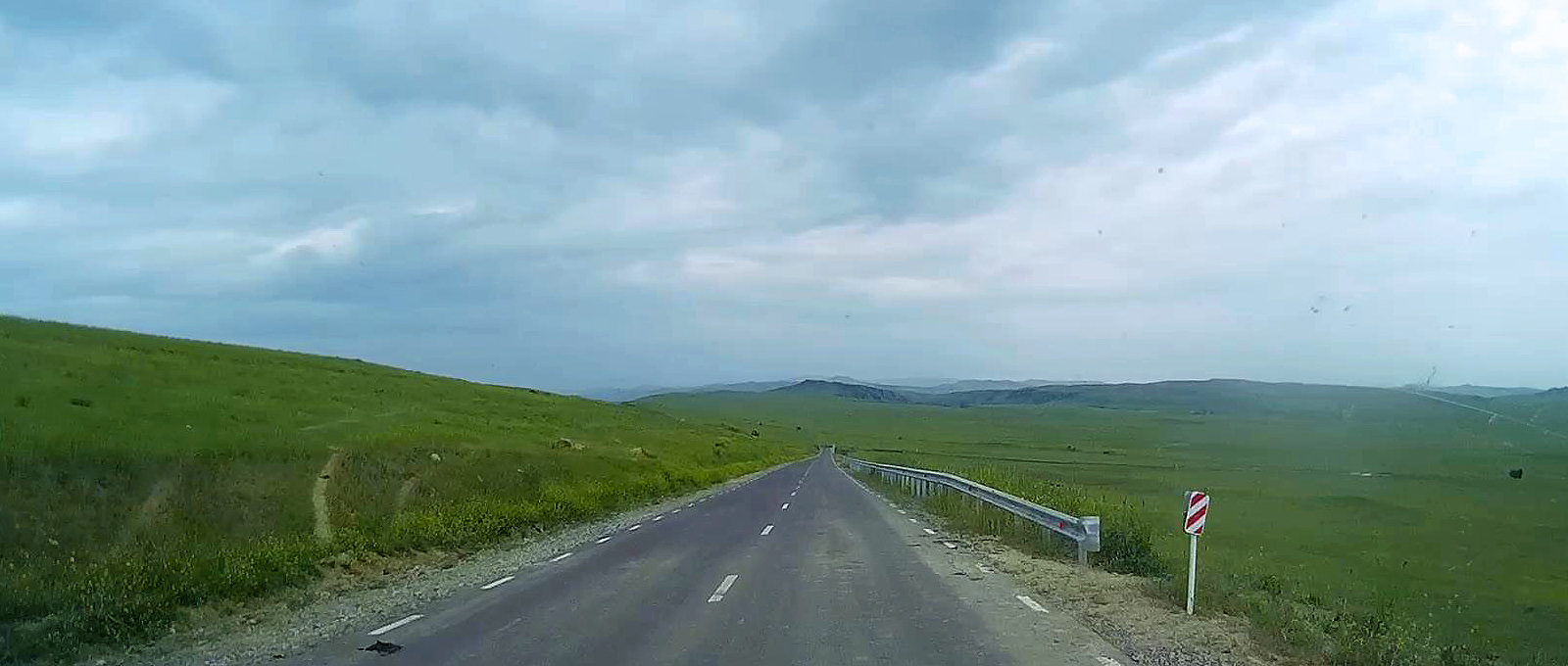
შ 172 naar David Garedzja-klooster

| Nummer | Naam (route)                                                              | Lengte   |
| ------ | ------------------------------------------------------------------------- | -------- |
| შ151   | Natachtari - Tsilkani - Moechrani                                         | 16,1 km  |
| შ152   | Zahesi – Dzjvariklooster                                                  | 6,7 km   |
| შ153   | Nitsjbisi - Digdori - Didi Toneti                                         | 28 km    |
| შ154   | Bolnisi – Tsoeghroeghasjeni                                               | 11,7 km  |
| შ155   | Kvesji - Dzedzvnariani - Tandzia                                          | 8 km     |
| შ156   | Tamarisi - Darejanipaleis                                                 | 1,1 km   |
| შ157   | Roestavi - Dzjandari                                                      | 11,7 km  |
| შ158   | Lemsjveniera - David Garedzja-klooster                                    | 13,5 km  |
| შ159   | Toegangsweg Betaniakerk                                                   | 7 km     |
| შ160   | Vaziani - Martkopi - Norio - Martkopiklooster                             | 26,4 km  |
| შ161   | Sjoelaveri – Rode brug (grens Azerbeidzjan)                               | 23 km    |
| შ162   | Sjoelaveri - Sjaoemiani - Sioni - Tserakvi                                | 23,8 km  |
| შ163   | Marneoeli – Algeti - Azizkendi                                            | 18,5 km  |
| შ164   | Tsereteli - Norgioegi - Moeganlo - Kesalo                                 | 25 km    |
| შ165   | Amlevi - Orbeti                                                           | 9,2 km   |
| შ166   | Tetritskaro - Ksovreti – Goedarechi-kloostercomplex                       | 14,5 km  |
| შ167   | Toegangsweg Samsjvildefort                                                | 1 km     |
| შ168   | Samsjvildi - Pirgheboeliklooster                                          | 7 km     |
| შ169   | Imera - Bareti - Tedzjisi - Tsjivtkilisa - Chatsjkoi - Goembati - Avranlo | 32 km    |
| შ170   | Goerdzjaani – Tsjaboekiani - Apeni - Kabali                               | 29,6 km  |
| შ171   | Goembati - Chirsa - Enamta - Samtatskaro - Sabatlo                        | 66,8 km  |
| შ172   | Sagaredzjo – Oedabno - David Garedzja-klooster                            | 48,29 km |
| შ173   | Artsjiloskalo - Samtatskaro (grens Azerbeidzjan)                          | 6 km     |
| შ174   | Chornaboedzji - Erisimedi                                                 | 21,6 km  |
| შ175   | Signagi - Tsnori                                                          | 7,6 km   |
| Nummer | Naam (route)                                                              | Lengte   |
| შ176   | Signagi - St. Nino Bodbeklooster                                          | 1,2 km   |
| შ177   | Toegangsweg St. Nino's bron                                               | 2,9 km   |
| შ178   | Toegangsweg Dzveli Sjoeamtaklooster                                       | 2,3 km   |
| შ179   | Toegangsweg Ikaltoacademie                                                | 1,8 km   |
| შ180   | Akoera - Vader Davidkerk                                                  | 3 km     |
| შ181   | Zinobiani – Tsjikaani - Gavazi                                            | 12,7 km  |
| შ182   | Kvareli - Kvarelimeer                                                     | 8,0 km   |
| შ183   | Achmeta – Batsara natuurreservaat                                         | 23 km    |
| შ184   | Zemo Chodasjeni – Alaverdiklooster – Kvemo Alvani                         | 11,7 km  |
| შ185   | Tsjoeboerchindzji - Nabakevi - Otobaja - Gagida                           | 26 km    |
| შ186   | Mokvi - Tsjlou - Otap                                                     | 20,8 km  |
| შ187   | Soechoemi – Besleti                                                       | 3,5 km   |
| შ188   | Soechoemi - Goemista                                                      | 3,4 km   |
| შ189   | Toegangsweg luchthaven Soechoemi                                          | 4,6 km   |
| შ190   | - Abgharchoeki - Doerifsji - Lichni                                       | 35,8 km  |
| შ191   | Toegangsweg Nieuw Athos grot                                              | 0,8 km   |
| შ192   | Gagra – Kolchida                                                          | 8,3 km   |
| შ193   | Leselidze - Gantiadi                                                      | 9,2 km   |
| შ194   | Leselidze – Mikelripsji                                                   | 17,2 km  |
| შ195   | Sagaredzjo – Natlismtsemeliklooster                                       | 5 km     |
| შ196   | Nikozi - Avnevi                                                           | 8,5 km   |
| შ197   | Toegangsweg Nekresiklooster                                               | 4,4 km   |
| შ198   | Gori (kruising ) - Variani - Sakasjeti - Breti - Kareli (kruising )       | 25 km    |
| შ199   | Koebriantkari - Achaltsiche - Kentsjaklde - Cheoba                        | 15 km    |
| შ200   | Toegangsweg Kvareli wijnkelder                                            | 1,5 km   |

### 201-209

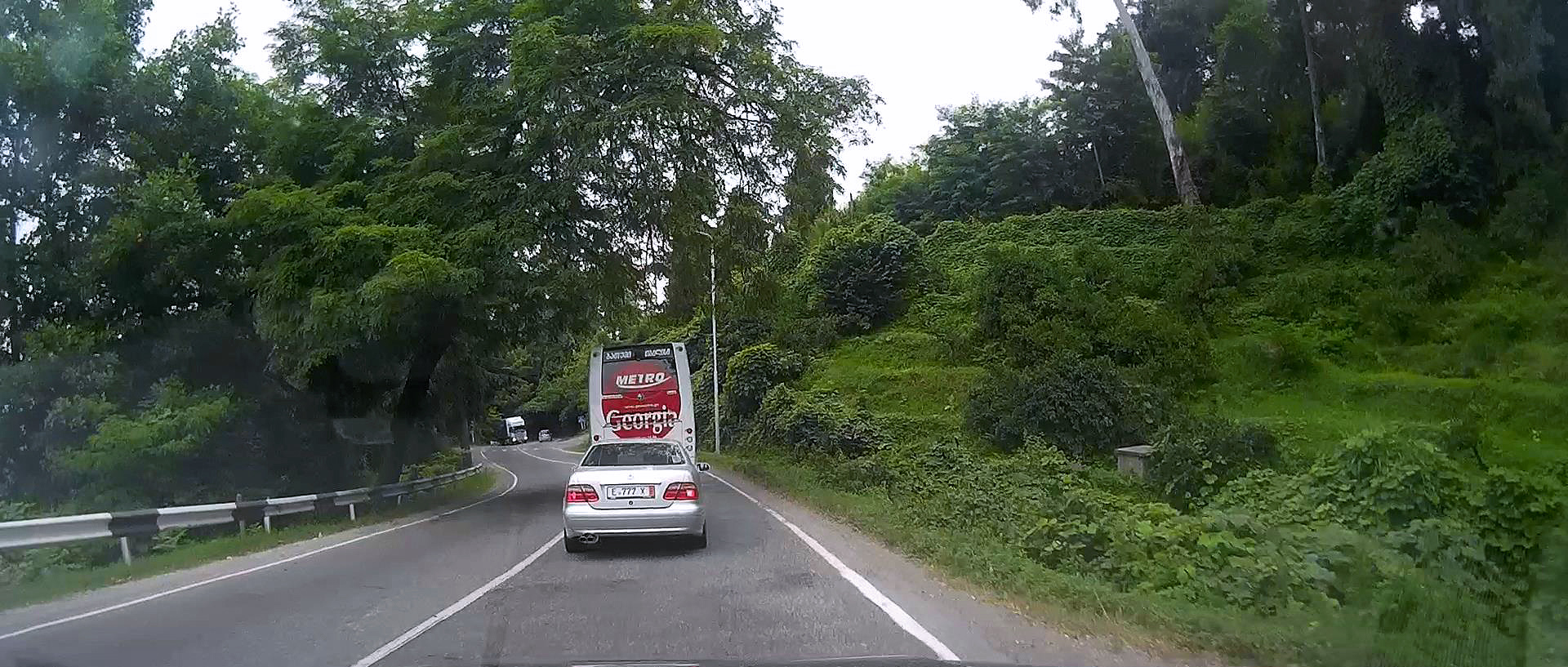
შ 205 bij Tsichisdziri, voormalige S2

| Nummer | Naam (route)                                                 | Lengte  |
| ------ | ------------------------------------------------------------ | ------- |
| შ201   | Orpiri - Tsoetschvatigrot                                    | 10,5 km |
| შ202   | Gori Tunnel Bypass                                           | 6,1 km  |
| შ203   | Kareli ( afrit) - Agara - Chasjoeri - Soerami ( afrit)       | 33,6 km |
| შ204   | Nachshirgele - Koetaisi - Samtredia                          | 46,3 km |
| შ205   | Devdorakitunnel Bypass                                       | 1,9 km  |
| შ206   | Gori - Gori Tunnel Bypass                                    | 3,1 km  |
| შ207   | Bakoertsiche - Goerdzjaani - Tsjoemlaki (Goerdzjaani Bypass) | 15,1 km |
| შ208   | Dzjapana - Lantsjchoeti                                      | 13,6 km |
| შ209   | Satsjchere - Oezoenta - Schmeri - Zoedali                    | 46,9 km |